# فرمان ویله-کتره

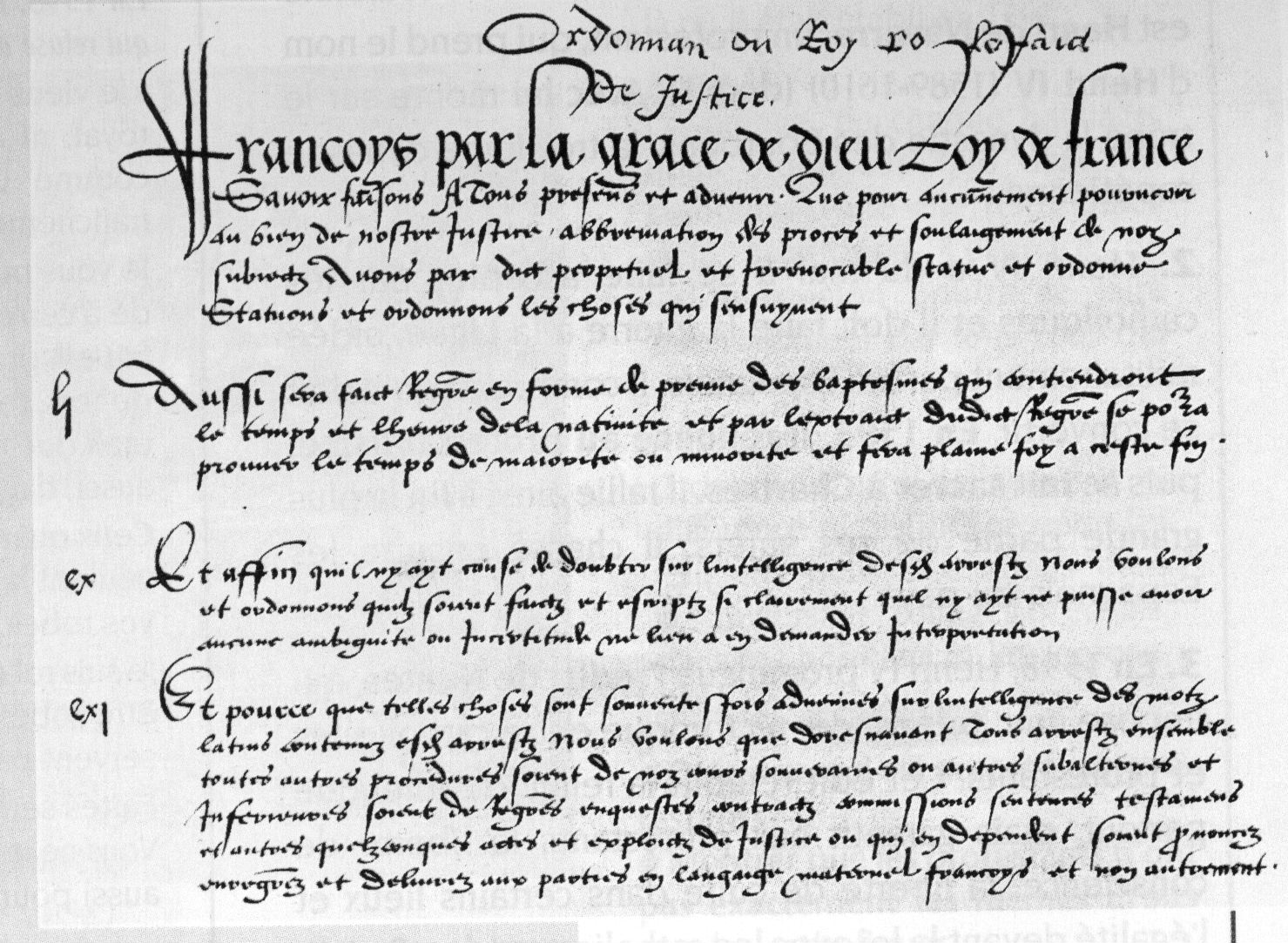
صفحه اول نسخه خطی فرمان ویله-کتره، ۱۵۳۹

فرمان ویله-کتره (فرانسوی: Ordonnance de Villers-Cotterêts‎) یک قانون اصلاحی گسترده‌است که توسط فرانسوای یکم پادشاه فرانسه، در ۱۰ اوت ۱۵۳۹ در شهر ویله-کتره امضا شد و کهن‌ترین قانون فرانسه است که هنوز هم توسط دادگاه‌های فرانسه مورد استفاده قرار می‌گیرد.
فرمان تقنینی که عمدتاً کار صدراعظم گیوم پویه بود، دارای ۱۹۲ ماده بود و به تعدادی از مسائل دولتی، قضایی و کلیسایی ordonnance générale en matière de police et de justice) رسیدگی می‌کند.

## مواد ۱۱۰ و ۱۱۱
مواد ۱۱۰ و ۱۱۱ این فرمان معروف‌ترین و قدیمی‌ترین ماده‌هایی هستند که هنوز در قوانین فرانسه مورد استفاده قرار می‌گیرند. این مواد خواستار استفاده از زبان فرانسوی را در همه کارهای حقوقی، قراردادهای محضری و قوانین رسمی برای جلوگیری از هرگونه سردرگمی زبانی بود:
CX. Que les arrestz soient clers & entendibles. Et affin quil ny ait cause de doubter sur lintelligence desdictz arrestz. Nous voulons & ordonons quilz soient faictz & escriptz si clairement quil ny ait ne puisse auoir aulcune ambiguite ou incertitude ne lieu a en demander interpretation.
۱۱۰. که احکام واضح و قابل درک باشد.
و برای اینکه در معنای احکام مذکور جای تردید نباشد، ما می‌خواهیم و دستور می‌دهیم که آن‌ها به قدری واضح تنظیم و نوشته شوند که هیچ گونه ابهام یا عدم قطعیتی وجود نداشته باشد یا نیازی به تفسیر آن پیدا نکرد.
CXI. De prononcer & expedier tous actes en langage francoys. Et pource que telles choses sont souuentesfoys aduenues sur lintelligence des motz latins contenuz esdictz arrestz. Nous voulons que doresenavant tous arrestz ensemble toutes autres procedeures soyent de noz cours souueraines ou autres subalternes et inferieures, soyent de registres, enquestes, contractz, commissions, sentences, testamens et autres quelzconques actes et exploictz de justice, ou qui en dependent, soyent prononcez, enregistrez et deliurez aux parties en langage maternel francoys et non autrement.
۱۱۱. در مورد تلفظ و تنظیم کلیه اسناد قانونی به زبان فرانسوی.
و از آنجا که بسیاری از چیزها اغلب به معنای واژگان لاتین موجود در اسناد مذکور بستگی دارد، ما می‌خواهیم که از این پس همه احکام و سایر دادرسی‌ها، اعم از دربار سلطنتی ما یا سایر دربارهای تابعه یا پست‌تر، اعم از سوابق، بررسی‌ها، قراردادها، مأموریت‌ها، جوایز، وصیت‌نامه‌ها و سایر اعمال و کارهای قضایی وابسته به آن‌ها، توسط طرفین به زبان مادری فرانسوی و نه غیر آن بیان و نوشته شود.

## مواد دیگر
ماده دیگری اصناف و فدراسیون‌های تجاری را ممنوع می‌کند (toute confrérie de gens de métier et artisans') این کار در راستای تلاش برای سرکوب اعتصابات کارگران بود.